# Paper Mill
Als Paper Mill wird ein Unternehmen bezeichnet, das gegen Geld gefälschte wissenschaftliche Artikel erstellt und diese in wissenschaftlichen Fachzeitschriften, oftmals in Open-Access-Zeitschriften, publiziert. Ein Autor kann sich auf diese Weise eine Autorschaft in einer Fachzeitschrift kaufen. Im Gegensatz zu den als „räuberisch“ beschriebenen Zeitschriften und Verlagen, die ohne fundierte Prüfung wissenschaftliche, minderwertige oder gar gefälschte Artikel gegen Gebühr veröffentlichen (Predatory Publishing), bieten Paper Mills das Fälschen von Daten und Text sowie das Eingreifen in den Begutachtungsprozess als Dienstleistung an. Manchmal treten die Unternehmen als Dienstleister auf, die lediglich Unterstützung für Autoren anbieten, wie Hilfe beim Verfassen eines Forschungsartikels anhand eigener vorhandener Daten, Übersetzungen oder Lektorate. Erst bei näherer Betrachtung wird offensichtlich, dass gleich ganze Autorschaften erworben werden können.
Kunden der Paper Mills sind Ärzte und Akademiker, die auf diese Weise dem Publikationsdruck entgehen wollen. Die Zahl der Einreichung von gefälschten Forschungsarbeiten, die häufig auch mit gefälschter Autorschaft verbunden sind, nimmt zu und droht die Redaktionsprozesse einer beträchtlichen Anzahl von Zeitschriften zu überfordern. Von dem Problem sind sämtliche wissenschaftlichen Verlage mehr oder weniger betroffen.
Erschwerend kommt hinzu, dass von Paper Mills fabrizierte Paper nicht leicht zu identifizieren sind. Es gibt verschiedene methodische Ansätze, die größtenteils viel Zeit in Anspruch nehmen. Es wird erwartet, dass sich das Detektionsproblem durch die Verfügbarkeit von Generativen KIs, die in der Lage sind, plausibel wirkende Rohdaten zu erzeugen, nochmals deutlich verschärfen wird. In einer Studie von 2025 schätzen die Autoren, dass nur 25 % der Paper-Mill-verdächtigen Paper jemals erkannt und zurückgezogen werden.
Täuschung und Fälschung  gibt es in der Wissenschaft seit jeher, das Fehlverhalten fand jedoch zumeist auf der Ebene eines oder weniger individueller Wissenschaftler statt. Im Gegensatz dazu handelt es sich bei den Paper Mills um groß angelegten kommerziellen Betrug, der nicht nur falsche Angaben zur Urheberschaft der Autoren betrifft, sondern durch plagiierte, verfälschte oder erfundene Forschungsergebnisse die gesamte wissenschaftliche Literatur kontaminiert.

## Vorgehensweise
Die Vorgehensweisen der Paper-Mill-Betreiber sind vielfältig und noch nicht vollumfassend untersucht. Die Unternehmen treten auf wie Makler- oder Consulting-Firmen, die verschiedene Dienstleistungen für Wissenschaftler anbieten, die ihre Paper publizieren möchten. Sie sind in ihren Ländern als normale, steuerzahlende Unternehmen registriert, haben oft Tochterunternehmen im Ausland und kooperieren teilweise untereinander. Die Kommunkation und Werbung erfolgt oft über Soziale Medienkanäle wie Facebook, WhatsApp oder Telegram. Sie bieten reguläre Dienstleistungen wie Beratung, Übersetzung und Lektorat an, gehen jedoch auch darüber hinaus in dem sie
- die Autorschaft für im Vorfeld fabrizierte Paper verkaufen,
- Co-Autorenschaften auf über ihre Firma eingereichte Paper verkaufen,
- Forschungsthemen verkaufen, für die dann ein Ghostwriter ein passendes Paper fabriziert,
- vorhandene Manuskripte ihrer Kunden redigieren und „verbessern“ in einem Maß, das gute wissenschaftliche Praxis überschreitet
- durch das Vorschlagen von Gutachtern und das anschließende Fälschen der Gutachten den regulären Peer-Review-Prozess untergraben.[8]

Ein Beispiel für eine Vorgehensweise ist folgende: Betrüger einer Paper Mill reichen ein im Vorfeld hergestelltes Manuskript bei einer Zeitschrift ein. Manche Paper Mills reichen die Manuskripte bei mehreren Zeitschriften gleichzeitig ein, um zu versuchen, bei einer akzeptiert zu werden. Zum Teil werden dabei gleich „Reviewer“ mit vorgeschlagen, die im Anschluss ein positives Review liefern. Startet eine Zeitschrift den Reviewprozess, wird das Paper auf der Webseite der Paper Mill angeboten und eine oder bis zu sechs Autorenschaften darauf verkauft. Die Preise variieren, je nach Impact Factor der Zeitschrift und Position in der Liste der Autoren (Erst- und Letztautorenschaft sind im vor allem betroffenen MINT-Bereich die „begehrten“ Plätze). Die Korrespondenz erfolgt nur über die Paper Mill, nicht mit den Autoren direkt. Wenn die Reviewer oder Editoren Rückfragen haben, werden von der Paper Mill typischerweise große Datenmengen nachgeliefert, um die Forschung zu „belegen“.
Eine beliebte Vorgehensweise ist über „Special Issues“, wenn eine Zeitschrift zu Einreichungen zu einem bestimmten Thema aufruft. Oftmals werden dann von einer Paper Mill gleich mehrere Artikel, passend zum Thema, eingereicht.
Die Manuskripte bestanden vor der flächendeckenden Verfügbarkeit von Large Language Models beispielsweise aus recycelten Text- und Bildvorlagen und gefälschten Daten und „Archivbildern“, was dazu führte, dass manchmal Manuskripte mehrere gemeinsame Merkmale aufwiesen. Diese groß angelegte, systematische Fälschung von Manuskripten war manchmal nur schwer zu erkennen, da sie erst beim Vergleich von Papern aus verschiedenen Ausgaben und sogar aus verschiedenen Zeitschriften deutlich wurde.
Wird ein veröffentlichter Artikel in Frage gestellt, machen die „Autoren“ manchmal einen Rückzieher und verlangen, dass die Arbeit aufgrund von verschiedenen Problemen zurückgezogen wird, oder sie versuchen, zusätzliche Informationen vorzulegen, wie beispielsweise ein Unterstützungsschreiben von ihrer Institution, das dann ebenfalls eine Fälschung ist.

## Kunden von Paper Mills
Nach der Studie des Committee on Publication Ethics und STM vom Juni 2022 und einem Bericht in Nature vom März 2021 sind viele Kunden von Paper Mills chinesische Studenten und Ärzte, die an chinesischen Krankenhäusern arbeiten. Die Universitäten verlangen für einen Universitätsabschluss, die Krankenhäuser für eine Beförderung die Publikation von Forschungsergebnissen in einer oder sogar mehreren wissenschaftlichen Fachzeitschriften. Dabei hätten die Ärzte keine Zeit, neben der Behandlung von Patienten noch eigene Forschung durchzuführen, auszuwerten und zu publizieren. Studenten würden nicht ausreichend angeleitet und wüssten nicht, wie man Forschungsergebnisse, wenn sie denn überhaupt eigene vorweisen können, publiziert. Dies führe dazu, dass es für das Fälschen von Daten nur ein gering ausgeprägtes Unrechtsbewusstsein gebe und der Kauf einer Autorschaft als notwendige Investition in das eigene berufliche Fortkommen angesehen werde.
Auch wurden in China seit den 1990er Jahren Anreize geschaffen, in möglichst hochrangigen Zeitschriften zu publizieren, indem dafür teilweise hohe Prämien gezahlt werden. Für eine Veröffentlichung in der Zeitschrift Nature oder Science beispielsweise zahlen manche Universitäten das Vielfache eines Jahresgehalts. Ein weiterer Anreiz für den Kauf einer Autorenschaft bestünde für Forscher, die sich um Forschungsanträge zur Finanzierung ihrer Projekte bemühen. Eine längere Publikationsliste erhöhe hier die Chance, den Zuschlag zu erhalten.

## Geschichte
Laut der Retraction watch database wurden die ersten, aus einer Paper Mill stammenden Paper 2004 und 2007 zurückgezogen. Seit 2017 wurde ein starker Anstieg von Paper-Mill-Papern beobachtet, die vor allem aus China stammten, seit 2019 breitet sich das Problem zunehmend auf andere Länder aus. Es wird von einer regelrechten Paper-Mill-Krise gesprochen, die zu immer mehr Retractions von Artikeln führt.

## Verbindung zu Predatory Publishing
In den ersten Jahren waren betrügerisch operierende Verlage, die als Predatory publishers eingestuft werden, das Hauptziel der Paper Mills. Seit jedoch die bibliometrischen Datenbanken der etablierten Großverlage wie Scopus und Web of Science damit begonnen haben, die Zeitschriften dieser Verlage aus ihren Datenbanken auszuschließen, wurden diese für die Paper Mills weniger interessant. Die Paper-Mill-Betrüger begannen stattdessen, bei seriösen Zeitschriften einzureichen, dabei Reviewer vorzuschlagen und vermehrt Co-Autorenschaften anzubieten.
Daher sind die Ziel-Zeitschriften der Paper Mills nicht notwendigerweise als „räuberisch“ einzustufen. Es handelt sich oft um eher unbedeutende Journals von etablierten Verlagen mit einem nicht zu hohen Impact Factor, betroffen sind jedoch viele verschiedene Journals in allen möglichen Fachdisziplinen.

## Netzwerke aus Paper Mills und Zeitschrifteneditoren
Wissenschaftler, die versuchen, solche Publikationen und die dahinter stehenden Paper Mills aufzudecken, gehen davon aus, dass diese teilweise jedoch mit Reviewern und Editoren der Zeitschriften gemeinsame Sache machen.
Eine Untersuchung des indischen Wissenschaftlers Pravin Bolshete zeigte, dass 16 % der in der Liste der Predatory Journals von Jeffrey Beall gelisteten Zeitschriften das Hinzufügen eines weiteren Autors, der zu der publizierten Forschung gar nichts beigetragen hatte, zu einem Paper akzeptieren. In einer fingierten E-Mail bat der Autor um eine Co-Autorschaft für ein beliebiges, im Publikationsprozess befindlichen Papers mit der Begründung, selbst keine Zeit für Forschung zu haben. Die Editoren der Zeitschrift bzw. des herausgebenden Verlags verlangten beispielsweise im Gegenzug von diesem Autor, die Publikationsgebühren für den betreffenden Artikel zu übernehmen.
Gezeigt werden konnte die Zusammenarbeit von Paper Mills mit Zeitschrifteneditoren 2025 in einer Studie, die in PNAS erschien. Demnach ist beispielsweise nur eine kleine Zahl von 45 Editoren, die 1,3 % der veröffentlichten Paper im Megajournal PLOS ONE akzeptiert haben, für mehr als 30 % der später zurückgezogenen Paper aus diesem Journal verantwortlich. Gezeigt werden konnte auch, dass dieselben Editoren auch als Autoren Paper bei PLOS ONE veröffentlicht hatten, die teilweise später zurückgezogen werden mussten.

## Häufigkeit
In einer im November 2022 veröffentlichten Untersuchung von zurückgezogenen Veröffentlichungen konnten beispielsweise 1182 Artikel identifiziert werden, die aus einer Paper Mill stammen. Diese wurden zwischen 2004 und 2022 in verschiedenen, aber immer denselben Zeitschriften veröffentlicht, darunter das Journal of Cellular Biochemistry (Wiley), Biomedicine & Pharmacotherapy (Elsevier) und Artificial Cells Nanomedicine and Biotechnology (Taylor & Francis).
Die Zahl der verdächten Paper-Mill-Paper verdoppelt sich alle 1,5 Jahre, die Zahl zurückgezogener Paper verdoppelt sich alle 3,3 Jahre, während die Zahl aller veröffentlichten Paper sich nur alle 15 Jahre verdoppelt.

## Gegenmaßnahmen
Das Weblog Retraction Watch und PubPeer, eine Plattform für Peer Reviews nach der Veröffentlichung, sind zentrale Anlaufstellen für die Dokumentation, die Identifizierung und Diskussion potenzieller Probleme mit Papern.
Zu den von Wissenschaftsverlagen organisierten Gegenmaßnahmen gehörte zum Beispiel das Einrichten eines „Papermill Alarm“-Tools in den sogenannten „Integrity-Hub“ von STM (International Association of Scientific, Technical, and Medical Publishers) im September 2023. Der Dienst soll den teilnehmenden Verlagen dabei helfen, eingereichte Manuskripte auf mögliche Verletzungen der wissenschaftlichen Integrität aufmerksam zu machen. G
Gemeinsam mit dem Committee on Publication Ethics initiierte STM das Projekt United2act against paper mills.
Ein weiteres Beispiel ist die Einrichtung einer 20-köpfigen Arbeitsgruppe im Verlag Wiley, die sich mit dem Problem der gefälschten Artikel beschäftigen soll. Im März 2024 veröffentlichte der Verlag einen in Kooperation mit den Verlagen IEEE und Sage entwickelten Papermill Detection service.
Dieser beinhaltet sechs verschiedene Werkzeuge, die dabei helfen sollen, potenziell gefälschte Forschungsinhalte zu identifizieren. Dazu gehören verschiedene Software-Tools:
- die Erkennung von Ähnlichkeiten von Papern aus Paper mills, das Tool prüft auf bekannte Merkmale von Paper Mills,
- die Erkennung problematischer Phrasen, das Tool soll ungewöhnliche Alternativen zu etablierten Begriffen identifizieren,
- die Erkennung von ungewöhnlichem Veröffentlichungsverhalten, das Tool soll unregelmäßige Veröffentlichungsmuster identifizieren,
- die Überprüfung der Identität der Forscher, die als Autoren angegeben werden,
- die Erkennung von Inhalten, die mithilfe von KI erstellt wurden, das Tool soll potenziellen Missbrauch von generativer KI identifizieren,
- ein „Journal Scope Checker“, der die Relevanz des Artikels für die Zeitschrift prüfen soll.[23]

Auf forschungspolitischer Ebene bemühen sich Initiativen wie CoARA um eine Reform der Forschungsbewertung, die statt auf lange Publikationslisten und Impact Faktoren zu schauen wieder die Qualität der Forschung ins Zentrum der Aufmerksamkeit rückt.
Forschungsförderer wie der Schweizerische Nationalfonds haben reagiert und die Finanzierung der Article processing charges von Papern, die in „Special issues“ erscheinen, eingestellt.